# 1982 aux États-Unis
Pour des articles plus généraux, voir Chronologie des États-Unis et 1982.
Chronologie des États-Unis
- 1978
- 1979
- 1980
- 1981
- 1982
- 1983
- 1984
- 1985
- 1986

Cette page concerne des événements d'actualité qui se sont produits durant l'année 1982 du calendrier grégorien aux États-Unis.

## Gouvernement
- Président : Ronald Reagan
- Vice-président : George H. W. Bush
- Secrétaire d'État : Alexander Haig jusqu'au 16 juillet, puis George Shultz
- Chambre des représentants - Président : Tip O'Neill   (Parti démocrate)

## Événements
- 8 janvier : pour échapper aux poursuites anti-trust, le groupe ATT accepte de se scinder.
- 30 janvier : découverte, à l'observatoire de l'Université de Toledo Ohio, de l'astéroïde 2954 qui reçoit le nom de l'astronome d'origine belge Armand Delsemme.
- 30 mai : à l'issue d'un long duel, Gordon Johncock, au volant d'une Wildcat-Cosworth, remporte les 500 miles d'Indianapolis devançant Rick Mears de 0.160 secondes sur la ligne. Cela restera l'écart le plus serré de l'histoire jusqu'en 1992.
- 12 juin : près d’un million de personnes manifestent à New York, à Central Park, contre la course aux armements.
- 18 juin : querelle sur le gazoduc. Ronald Reagan interdit aux filiales des firmes américaines à l’étranger de fournir le matériel nécessaire à la construction d’un gazoduc pour le transport du gaz sibérien vers l’Europe de l’Ouest. Un compromis est établi à l’automne.
- 29 juin : La loi Voting Rights Act est amendée avec un renforcement des procédures de contrôle sur l'application de la loi dans les États du Sud des États-Unis.
- 16 juillet : à New York, le révérend Sun Myung Moon est condamné à 18 mois de prison et une amende de 25 000 dollars pour fraude fiscale et manœuvres en vue d'empêcher le bon déroulement de la justice.
- 27 juillet : première utilisation du mot AIDS[1] à la suite de l'apparition de cas de sida depuis 1980 aux États-Unis.
- Été : inflexion de la politique monétaire.
- 29 août : intervention télévisée du président. Présentation de la loi Balanced Budget Amendment, qui fixe un objectif d'équilibre budgétaire pour le budget fédéral.
- Automne : La politique monétariste menée par le président de la Fed Paul Volcker aboutit à une violente récession qui casse net l'inflation.
- 3 septembre : Tax Equity and Fiscal Responsibility Act : le président Ronald Reagan trouve un compromis avec le Congrès démocrate pour réduire le déficit public avec 1/3 de hausse d'impôt et 2/3 de baisse de dépenses. On peut noter que malgré ce compromis, le déficit attendu sera double de celui prévu en 1981. 
  - Les programmes sociaux fédéraux subissent de fortes coupes de 100 milliards de dollars. 
    - Gel des prestations sociales.
    - Durcissement de l'accès au programme Medicaid et Medicare.
    - Gel des salaires des fonctionnaires.
    - Réduction de 60 % des subventions aux gouvernements locaux.
    - Coupes budgétaires de 50 % dans la construction des logements sociaux.

  - Une hausse de la fiscalité de 40 milliards de dollars.
    - Création d'une taxe de 10 % sur les dividendes.
    - Durcissement de la réglementation pour les bénéficiaires des réductions fiscales de 1981.
    - Suppression de nombreux crédits d'impôts pour les entreprises.
    - Nouvelles hausses des redevances fédérales.
    - Report d'un an d'une nouvelle réduction de l'impôt sur le revenu.
    - Hausse de 10 milliards de dollars des impôts indirects (droit d'accise notamment).
    - Hausse de 10 % des cotisations chômage pour l'employeur.
    - Doublement de l'impôt sur les successions et de la taxe cigarette.
    - Triplement de la taxe téléphone.
    - Loi sur les recettes routières : Augmentation de 5 cents par gallon de la taxe fédérale sur l'essence pour financer le réseau routier américain.
    - L'impôt sur le revenu est abaissé suivant le loi fiscale de 1981 (la 2e tranche passe à 12 % et la dernière tranche à 50 %).
    - Cette loi est considérée comme la plus importante hausse d'impôts des États-Unis depuis le dernier conflit mondial.
- 13 octobre : Job Training Partnership Act. Cette loi inaugure le début des partenariats publics/privés aux États-Unis. Elle joua un rôle important dans la création d'emplois au cours des deux mandats de Reagan.
- 2 novembre : succès limité des démocrates aux partielles (269 sièges sur 435 à la Chambre des Représentants, les républicains restant maîtres du Sénat avec 54 sièges sur 100). Ils parviennent à faire renoncer Ronald Reagan à son projet de « néo-fédéralisme », à lui faire accepter une hausse de la fiscalité (consolidation des revenus) et un renforcement de la loi de 1965 pour protéger les droits électoraux des Noirs.
- 30 novembre : sortie du sixième album du chanteur Michael Jackson, Thriller, produit par Quincy Jones. C'est à ce jour l'album le plus vendu au monde d'après le Livre Guinness des records avec des ventes estimées entre 55 et 118 millions de copies[2].
- 2 décembre : première greffe d'un cœur artificiel à titre définitif.
- 8 décembre : l’amendement Boland interdit à l’administration Reagan de financer les opérations militaires ou paramilitaires des contras, groupes d’opposants armé au régime sandiniste du Nicaragua.
- 31 décembre :  Depository Institutions Deregulation and Monetary Control Act. Le mouvement de dérégulation commencé sous la présidence Ford est poursuivi et désormais étendu à la finance, avec des résultats variés[3].

## Économie et société
- La récession brutale de 1982, la plus forte depuis la Seconde Guerre mondiale, casse net l’inflation. 10 % de chômeurs à la fin 1982.
- Les États-Unis comptent 232 millions d’habitants. Le Sud et l’Ouest du pays (Sunbelt) sont pour la première fois plus peuplés que le Nord-Ouest.
- 213 milliards de dollars sont investis à l’étranger.
- Baisse du PIB de 2 %.
- La réduction fiscale votée par le Congrès et la Récession conduisent à une réduction de 1 % des recettes fédérales par rapport à l'année précédente. Une première. 635,3 milliards de dollars.
- Le déficit public, déjà important sous l'administration Carter, est fortement aggravé par les réductions fiscales du président Reagan et par la Récession. Il atteint 208 milliards de dollars (5,2 % du PIB) à la fin de 1982.
- 10,8 % de chômeurs.
- 6,2 % d'inflation.

## Culture

### Cinéma

#### Films américains sortis en 1982
- Rambo First Blood
- Blade Runner

#### Autres films sortis aux États-Unis en 1982
- x

#### Oscars
- Meilleur film :
- Meilleur réalisateur :
- Meilleur acteur :
- Meilleure actrice :
- Meilleur film documentaire :
- Meilleure musique de film :
- Meilleur film en langue étrangère :

## Naissances en 1982
- 6 janvier : Gilbert Arenas, joueur de basket-ball NBA.
- 24 avril : Kelly Clarkson, chanteuse.
- 30 avril : Kirsten Dunst, actrice.
- 8 juin : Josh Pence, acteur.
- 18 octobre : Ne-Yo, chanteur, parolier, producteur de musique, danseur, acteur.
- 12 novembre : Anne Hathaway, actrice.
- 8 décembre : Nicki Minaj, chanteuse.

## Décès en 1982
- 15 février : Ralph Teetor, mécanicien et inventeur du Régulateur de vitesse
- 17 février : Thelonious Monk, pianiste et compositeur de jazz, auteur de nombreux standards du répertoire du jazz. (° 10 octobre 1917)
- 23 mai : Sam Snead, golfeur. (° 27 mai 1912)
- 1er novembre : 
  - James Broderick, acteur. (° 7 mars 1927)
  - King Vidor, réalisateur. (° 8 février 1894)
- 16 novembre : Allan Warren Haig, pianiste de jazz, pionnier du bebop. (° 22 juillet 1924)